# Токаевы
Токаевы — деревня в Котельничском районе Кировской области в составе Биртяевского сельского поселения.

## География
Располагается на расстоянии менее 2 км на север от окраины райцентра города Котельнич.

## История
Известна с 1678 года как пустошь Злобинская с 1 двором, в 1764 уже деревня Злобинская с 28 жителями. В 1873 году здесь отмечено дворов 5 и жителей 29, в 1905 (починок Пустошь Злобинская или Токаевы)  8 и 55, в 1926 (деревня Токаевы или Злобинская) 8 и 37, в 1950 11 и 50, в 1989 году оставалось 4 человека. Настоящее название утвердилось с 1939 года. Ныне деревня имеет дачный характер.

## Население
Постоянное население не было учтено как в 2002 году, так и в 2010.